# Saskatchewan (folyó)
A Saskatchewan (krí nyelven kisiskāciwani-sīpiy,  magyarul am. „gyors folyású folyó”) Kanada egyik fő folyója, amely nagyjából keleti irányban halad keresztül Saskatchewan és Manitoba tartományokon, és a Winnipeg-tóba ömlik Grand Rapids falunál.
Az Északi-Saskatchewan és Déli-Saskatchewan találkozásától számítva a Saskatchewan 547 kilométer hosszú. A torkolattól legtávolabb eső vizeit, a Déli-Saskatchewan Bow mellékfolyóját is beleszámítva a Saskatchewan mintegy 1939 kilométer hosszú.
Vízgyűjtő területe 335 900 km², kiterjed a közép-kanadai préri jó részére, nyugat felé az albertai Sziklás-hegységig nyúlik, dél felé pedig Montana állam északi részéig. Átlagos vízhozama másodpercenként 700 köbméter.
A szűkebb értelemben vett Saskatchewan az északi és a déli ágak találkozásánál, Saskatchewan tartomány középső részében, Prince Albert várostól keletre kezdődik. Az összefolyás, a Saskatchewan-villa erdőkkel borított, meredek partokkal szegélyezett vidéke sok turistát vonz. Mindkét ág a Sziklás-hegység gleccservizeiből ered.